# Rondissone
Rondissone (Rondisson in piemontese) è un comune italiano di 1 906 abitanti della città metropolitana di Torino, in Piemonte. Il comune di Rondissone fa parte del Parco Fluviale del Po torinese.

## Geografia fisica
Il territorio comunale è quasi interamente collocato sulla destra idrografica della Dora Baltea; la quota più bassa si tocca sulle rive del fiume (181 m s.l.m.) mentre il centro comunale è situato a 211 metri di altezza.
La sua classificazione climatica risulta E.

## Origini del nome
L'etimologia del nome si pensa derivi dal nome di persona Rundi e dal cognome Rondello.

## Storia

### Simboli
Lo stemma e il gonfalone sono stati concessi con decreto del presidente della Repubblica del 13 giugno 2002.
Lo stemma è così descritto nello statuto comunale:
(Art. 6 dello Statuto comunale)
Il gonfalone è un drappo partito di bianco e di rosso.

## Società

### Evoluzione demografica
Abitanti censiti

## Amministrazione
| Periodo | Periodo | Primo cittadino    | Partito                                   | Carica  | Note       |
| ------- | ------- | ------------------ | ----------------------------------------- | ------- | ---------- |
| 2004    | 2009    | Franco Lomater     | lista civica                              | Sindaco |            |
| 2009    | 2014    | Franco Lomater     | lista civica                              | Sindaco | II mandato |
| 2014    | 2019    | Miriam Piva De Ros | lista civica Riviviamo Rondissone Insieme | Sindaco |            |

### Gemellaggi
- Peschici, dal 2003
- Mirabeau, dal 2010